# مايك بلوك
مايك بلوك (بالإنجليزية: Mike Block)‏ هو عازف كمان ‏ وملحن أمريكي، ولد في 25 مايو 1982.

## وصلات خارجية
- مايك بلوك على موقع ميوزك برينز (الإنجليزية)
- مايك بلوك على موقع ديسكوغز (الإنجليزية)